# Caleb Baldwin
Caleb Baldwin est un boxeur anglais combattant à mains nues né le 22 avril 1769 à Westminster et mort le 8 novembre 1827 à Londres.

## Carrière
Passé professionnel en 1786, il devient en 1799 le premier champion d'Angleterre des poids légers et enchaîne les victoires notamment contre Arthur Smith, Bill Burke, Bob Packer et Jem Jones. En 1804, il affronte Dutch Sam à Woodford Green subissant sa seule défaite après 37 rounds intenses. Après un match nul concédé à Bill Ryan en 1805, Baldwin met sa carrière entre parenthèses. Il ne remonte sur un ring qu'en 1816 pour battre en 13 reprises Young Massa puis met un terme définitif à sa carrière sur un bilan de 13 victoires, 1 défaite et 1 match nul.

## Distinction
- Caleb Baldwin est membre de l'International Boxing Hall of Fame depuis 2003.